# Trash Panic
Trash Panic (ゴミ箱?, Gomibako) è un videogioco rompicapo del 2009 sviluppato e pubblicato da Sony Computer Entertainment per PlayStation 3.

## Modalità di gioco
Il gameplay di Trash Panic è stato paragonato a Tetris, Puyo Puyo e Lumines.